# Helleia obscura
Helleia obscura är en fjärilsart som beskrevs av Rühl 1893. Helleia obscura ingår i släktet Helleia och familjen juvelvingar. Inga underarter finns listade i Catalogue of Life.